# エラスムス・クエリヌス1世
エラスムス・クエリヌス（Erasmus Quellinus I または Erasmus Quellinus de Oude、1584年 - 1649年1月22日）はフランドルの彫刻家である。調度品の装飾彫刻などで知られ、3代にわたって、多くの美術家（彫刻家、画家、版画家）を輩出したクエリヌス一族の祖となった人物である。

## 略歴
現在のベルギーリンブルフ州のシント＝トロイデンで生まれた。初期の経歴や誰の弟子であったかなどは知られていない。1606年にアントウェルペンの聖ルカ組合の親方になった。
16世紀の宗教改革のなかで起きたイコノクラスム（聖像破壊運動）によって破壊された教会の調度の修復や更新に取り組んだ。代表的な作品は1635年から制作した、アントウェルペンの教会(Sint-Elisabethgasthuis)の祭壇の彫刻やリールの教会(Sint-Gummaruskerk)の祭壇の彫刻などがある。
風景画家、ルーカス・ファン・ウーデン(1595-1672)の姉(妹)と結婚し、息子に同名の画家のエラスムス・クエリヌス(Erasmus Quellinus II または Erasmus Quellinus de Jonge)や版画家のフベルトゥス・クエリヌス(Hubertus Quellinus)、彫刻家のアルトゥール・クエリヌス(Arthur Quellinus I)が生まれた。娘は弟子の彫刻家、ピーテル・フェルブルッヘン(Pieter Verbrugghen I)と結婚した。
弟子には ピーテル・フェルブルッヘンやメルヒオール・シャルル(Melchior Charles)、ワレラント・ヴァイアン(Wallerant Vaillant)らがいる。

## クエリヌス一族の美術家
- エラスムス・クエリヌス I (Erasmus Quellinus I :c.1584–1640), 彫刻家
  - エラスムス・クエリヌス II (Erasmus Quellinus II :1607–1678), 画家
    - 　ヤン・エラスムス・クエリヌス(Jan Erasmus Quellinus: 1634–1715), 画家

  - アルトゥール・クエリヌス I (Arthur Quellinus I :1609–1668), 彫刻家
  - フベルトゥス・クエリヌス (Hubertus Quellinus: 1619–1687), 版画家、版画下絵画家[3]
- エラスムス・クエリヌス Iの甥の一族
  - アルトゥール・クエリヌス II (Artus Quellinus II　または　Artus Quellinus de Jonge(1625–1700), 彫刻家
    - アルトゥール・クエリヌス III(Artus Quellinus IIIまたは Arnold Quellinus(1653–1686), 彫刻家
    - コルネリス・クエリヌス (Cornelis Quellinus: 1658–1709), 画家,
    - トマス・クエリヌス (Thomas Quellinus: 1661–1709), 彫刻家、コペンハーゲンで活動[4]